# Linea Gotemba
La linea Gotemba (御殿場線?, Gotenba-sen), è una linea ferroviaria giapponese a scartamento ridotto di circa 60 km che collega Kōzu con Numazu, la prima nella prefettura di Kanagawa e la seconda nella prefettura di Shizuoka in Giappone, passando lungo il lato est del Fuji.

## Servizi e stazioni
| Stazione         | Giapponese | Distanza da Kōzu | Collegamenti                                    | Posizione             | Posizione  |
| Stazione         | Giapponese | Distanza da Kōzu | Collegamenti                                    | Località              | Prefettura |
| ---------------- | ---------- | ---------------- | ----------------------------------------------- | --------------------- | ---------- |
| Kōzu             | 国府津     | 0.0              | Linea principale Tōkaidō, Linea Shōnan-Shinjuku | Odawara               | Kanagawa   |
| Shimo-Soga       | 下曽我     | 3.8              |                                                 | Odawara               | Kanagawa   |
| Kami-Ōi          | 上大井     | 6.5              |                                                 | Ōi Ashigarakami       | Kanagawa   |
| Sagami-Kaneko    | 相模金子   | 8.3              |                                                 | Ōi Ashigarakami       | Kanagawa   |
| Matsuda          | 松田       | 10.2             | Linea Odakyū Odawara                            | Matsuda Ashigarakami  | Kanagawa   |
| Higashi-Yamakita | 東山北     | 13.1             |                                                 | Yamakita Ashigarakami | Kanagawa   |
| Yamakita         | 山北       | 15.9             |                                                 | Yamakita Ashigarakami | Kanagawa   |
| Yaga             | 谷峨       | 20.0             |                                                 | Yamakita Ashigarakami | Kanagawa   |
| Suruga-Oyama     | 駿河小山   | 24.6             |                                                 | Oyama Suntō           | Shizuoka   |
| Ashigara         | 足柄       | 28.9             |                                                 | Oyama Suntō           | Shizuoka   |
| Gotemba          | 御殿場     | 35.5             |                                                 | Gotemba               | Shizuoka   |
| Minami-Gotemba   | 南御殿場   | 38.2             |                                                 | Gotemba               | Shizuoka   |
| Fujioka          | 富士岡     | 40.6             |                                                 | Gotemba               | Shizuoka   |
| Iwanami          | 岩波       | 45.3             |                                                 | Susono                | Shizuoka   |
| Susono           | 裾野       | 50.7             |                                                 | Susono                | Shizuoka   |
| Nagaizumi-Nameri | 長泉なめり | 53.5             |                                                 | Nagaizumi Suntō       | Shizuoka   |
| Shimo-Togari     | 下土狩     | 55.6             |                                                 | Nagaizumi Suntō       | Shizuoka   |
| Ōoka             | 大岡       | 57.8             |                                                 | Numazu                | Shizuoka   |
| Numazu           | 沼津       | 60.2             | Linea principale Tōkaidō                        | Numazu                | Shizuoka   |